# Mendoncia costaricana
Mendoncia costaricana là một loài thực vật có hoa trong họ Ô rô. Loài này được Oerst. mô tả khoa học đầu tiên năm 1855.